# Pan Sonic
Pan Sonic war ein von 1993 bis 2010 bestehendes finnisches Elektronikmusikprojekt, das von der Gründung bis 1998 als Panasonic auftrat.

## Geschichte

### Gründung als Panasonic
Das Projekt wurde im Sommer 1993 von Mika Vainio und Ilpo Väisänen gegründet, die sich 1989 in der Kunst- und Technoszene Turkus kennengelernt hatten. Durch den gemeinsamen Bekannten Tommi Grönlund, Gründer des jungen Experimentaltechno-Labels Sähkö, stieß Anfang 1994 Sami Salo als drittes Mitglied hinzu. Im selben Jahr bereits veröffentlichten Panasonic ihre erste EP in einer Auflage von wahrscheinlich um die 1000 Exemplare, heute ein gesuchtes Sammlerstück.
Der Name des Projekts geht auf eine vom Künstler Daniel Pflumm im Berliner Miniclub Elektro ausgehängte Leuchttafel mit dem Logo des Unternehmens Panasonic Corporation zurück.

### Auslandsauftritte
Im Herbst des Jahres spielten Panasonic erstmals im Ausland, nämlich in London. Aufgrund dieses Auftrittes (später als Live in London veröffentlicht) erhielten sie einen Plattenvertrag bei Blast First, einem Mute-Records-Sublabel. Mit ihrem dort erschienenen ersten Album Vakio (ursprünglich ein Set aus vier 10″-Platten) wurden sie 1995 direkt international bekannt.
Nach den Aufnahmen zur EP Osasto 1996 verließ Salo Mitte des Jahres Panasonic, unter anderem weil er seinen Militärdienst absolvieren musste. Vainio und Väisänen veröffentlichten Anfang 1997 das erste Album als Duo, Kulma. Zu dieser Zeit begannen die beiden mit verschiedenen Kollaborationen, so mit FM Einheit (Einstürzende Neubauten) als VVE, mit Bruce Gilbert (Wire) als IBM und mit Alan Vega von Suicide. Insbesondere letztere führte 1998 durch Veröffentlichungen zwar zu einigem Erfolg, zugleich aber war es das Ende des Namens Panasonic, den das Projekt bis dahin fast fünf Jahre getragen hatte.

### Nach der Namensänderung in Pan Sonic
Nach einer Abmahnung durch den erwähnten gleichnamigen japanischen Elektronikkonzern musste die Gruppe ihren Namen in „Pan Sonic“ ändern. In Anspielung auf den „fallengelassenen“ Buchstaben betitelten sie das im Februar 1999 erschienene Album A, die darauf folgende 12″ B.
Nach dem 2001 erschienenen Album Aaltopiiri veröffentlichten Pan Sonic zwei Livealben aus ihrer Frühzeit in limitierter Auflage von je 1500 Stück und legten dann eine Veröffentlichungspause ein, die sie erst 2004 mit der Vierfach-CD-Box Kesto beendeten.
Ihr Album Gravitoni wurde als ihr letztes angekündigt und erschien im Juli 2010 bei Blast First Petite. Bereits im Januar 2010 hatten Mika Vainio und Ilpo Väisänen über ihre Plattenfirma angekündigt, dass sie nach dieser CD nicht mehr als Pan Sonic in Erscheinung treten würden.

## Stil
Pan Sonic sind bekannt für eine extrem minimale, rhythmische Musik, mit äußerst reduzierter Struktur und vielfach relativ reinen Klängen. Die „Körperlichkeit“ ihres Sounds (sehr tief / sehr hoch / sehr laut / sehr lang / sehr schnell / sehr langsam) ist ein essentieller Bestandteil ihrer Musik und offenbart deutlich die von beiden angegebenen Einflüsse aus Industrial der 1980er Jahre (Throbbing Gristle, Einstürzende Neubauten, SPK) sowie der amerikanischen Elektronikband Suicide, Acid Techno, jamaikanischem Dub und Ska sowie dem Musique-concrète-Komponisten Pierre Henry.
Mit diesem Stil sind Pan Sonic zu Pionieren des Clicks & Cuts geworden, wobei sie, anders als im Genre üblich, so gut wie kein digitales Equipment zur Klangsynthese verwenden, ihr Instrumentarium besteht zumeist aus analogen Klanggeneratoren, die modular ineinandergreifen und von Jari Lehtinen speziell auf Anforderung gefertigt werden. Abbildungen dieser Geräte finden sich gelegentlich auf Veröffentlichungen.
Von Anfang an hatten Pan Sonic eine starke Affinität zur Kunstwelt, so spielten sie oft bei Ausstellungen oder kreierten Musik für Modeschauen (z. B. für Comme des Garçons). Neben ihrer Aktivität als Duo sind beide auch als Solisten und in anderen Gemeinschaftsprojekten tätig.

## Diskografie

### Alben
- 1995: Panasonic – Vakio (Blast First)
- 1997: Panasonic – Kulma (Blast First)
- 1998: Vainio / Väisänen / Vega – Endless (Blast First)
- 1999: Pan Sonic – A (Blast First)
- 1999: Pan Sonic – X (Compilation; Blast First)
- 2000: Ammer / Einheit mit Pan Sonic und Gry / Günter Rüger – Frost 79° 40 (FM 4.5.1)
- 2000: Pan Sonic & Charlemagne Palestine – Mort Aux Vaches (Mort Aux Vaches)
- 2000: Pan Sonic – Aaltopiiri (Blast First)
- 2001: Pan Sonic – 19/01/995 20/01/995 (Jenny Divers)
- 2001: Pan Sonic – 05/10/995 (Jenny Divers)
- 2003: Merzbow / Pan Sonic – V (Les Disques Victo)
- 2004: Pan Sonic – Kesto (234.48:4) (Blast First)
- 2004: A. Nikkila & A. Borisov / Pink Twins / Pan Sonic – Finnexport 2003 (Spirals of Involution)
- 2005: VVV (Vainio / Väisänen / Vega) – Resurrection River (Mego)
- 2005: John Duncan, Mika Vainio & Ilpo Väisänen – Nine Suggestions (Allquestions)
- 2007: Pan Sonic – Katodivaihe / Cathodephase (Blast First Petite)
- 2009: Pan Sonic . Haino Keiji – „Shall I Download A Blackhole And Offer It To You“ Live In Berlin 15. November 2007 (Blast First Petite)
- 2010: Pan Sonic . Haino Keiji – In The Studio (Blast First Petite)
- 2010: Pan Sonic – Gravitoni (Blast First Petite)

### Singles und EPs
- 1994: Panasonic – Panasonic EP (Sähkö Recordings)
- 1995: Panasonic – Vakio – Sampler (Blast First)
- 1996: Panasonic – Osasto EP (Blast First)
- 1998: Vodershow / Panasonic – EVURB 001 (Evolurbain Recordings)
- 1998: Panasonic / Alan Vega – Medal (Blast First)
- 1998: Pan-Sonic – Arctic Rangers (Blast First)
- 1999: Pan Sonic – B (Blast First)
- 2001: Barry Adamson + Pan Sonic – Motorlab #3 (Kitchen Motors)
- 2009: Sunn O))) & Pan Sonic / Alan Vega / Stephen Burroughs – Che (Blast First Petite)